# Hewlett-Packard
 "HP" omdirigeres hertil. For andre betydninger af HP, se HP (flertydig).
Hewlett-Packard Company eller Hewlett-Packard (HP) var en amerikansk computer- og itvirksomhed baseret i Palo Alto, Californien. Virksomheden producerede hovedsageligt computere, printere, software og it-ydelser. 1. November 2015 blev virksomheden opdelt i HP Inc. og Hewlett Packard Enterprise.

## Historie
Firmaet blev grundlagt i 1947 og porteføljen var fra starten bl.a. måleudstyr som tonegeneratorer, oscilloskoper og frekvenstællere, men fokus blev mere og mere digitalt, og computere blev deres hovedprodukt da de spaltede alt andet fra til firmaet Agilent, måleinstrumenterne blev skilt fra i firmaet Keysight Technologies.